# Cáncer uterino

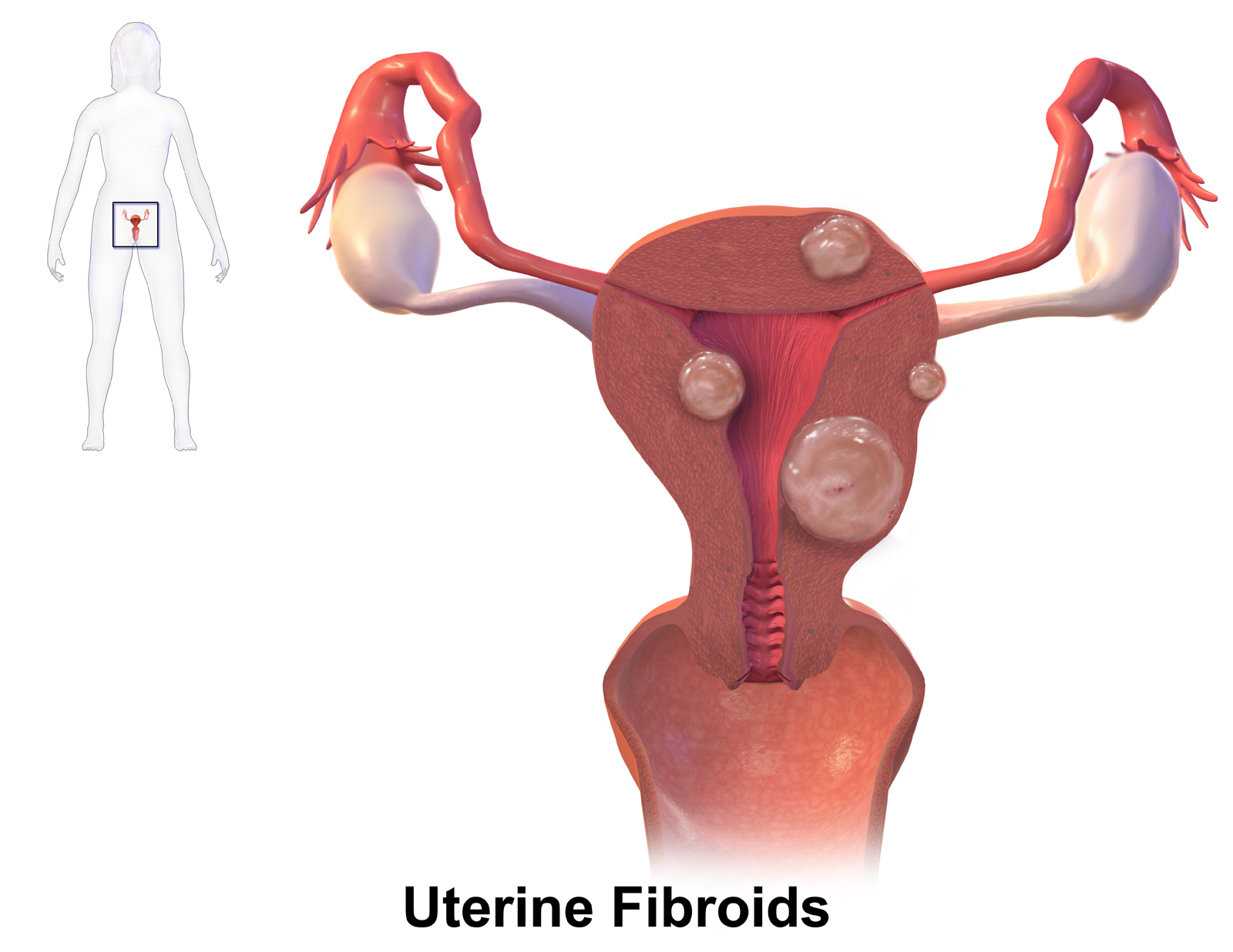
Fibras uterinas

El término cáncer uterino hace referencia a diferentes tipos de cáncer que se desarrollan en el útero.

## Clasificación
Según su localización y estructura anatomopatológica los cánceres de útero se clasifican en:
- Sarcoma uterino: sarcomas del miometrio, o capa muscular del útero, que suelen ser llamados leiomiosarcomas. Es un tipo raro de cáncer uterino que se forma en tejidos musculares o de otro tipo del útero. Por lo general ocurre luego de la menopausia. Los dos tipos principales son el leiomiosarcoma (cáncer que comienza en las células musculares lisas) y el sarcoma endometrial estromal (cáncer que comienza en las células del tejido conectivo)[1][2]

- Cáncer de endometrio, es un tipo de cáncer que se forma en el tejido que recubre el útero. La mayoría de los cánceres del endometrio son adenocarcinomas (cánceres que comienzan en células que producen y liberan moco y otros fluidos):

- Los carcinomas endometriales se originan a partir de células en las glándulas del endometrio (recubrimiento uterino). Estos incluyen las variedades comunes y tratables de adenocarcinoma endometroide bien diferenciado como también los tipos más agresivos de carcinoma seroso de papilas uterinas y el carcinoma uterino de células.

- Los sarcomas estromales endometriales se originan a partir de los tejidos conectivos del endometrio, y son mucho menos frecuentes que los carcinomas endometriales.

- Los tumores müllerianos mixtos malignos son un tipo raro de tumor endometrial que presenta diferenciación tanto glandular (carcinomatoso) como a nivel estroma (sarcomatoso) — se desconoce cuál es la verdadera célula de origen.

- El cáncer cervical se desarrolla en la zona de transición en el cuello uterino, la zona inferior del útero que se encuentra en la parte superior de la vagina.

- La enfermedad trofoblástica gestacional está asociada a procesos neoplásticos originados en tejidos de un embarazo que a menudo se encuentra ubicado en el útero.

## Sarcoma uterino

Tasas estandarizadas por edad de la mortalidad por cáncer de útero por país (por cada 100.000 habitantes).

El sarcoma uterino es un tipo muy raro de cáncer que se desarrolla en los músculos del útero o en los tejidos que soportan el útero. El sarcoma uterino es diferente del cáncer del endometrio, una enfermedad en la cual las células cancerosas comienzan a crecer sobre el recubrimiento del útero.
Los sarcomas uterinos representan menos del 1% de las formaciones malignas ginecológicas y del 2% al 5% de todas las formaciones malignas uterinas.  Los siguientes tumores se desarrollan básicamente en tres tejidos distintos:
- Carcinosarcomas que se desarrollan en el endometrio, en otros órganos de origen mulleriano, y que representan del 40% al 50% de todos los sarcomas uterinos.
- Leiomiosarcomas que se desarrollan en el músculo miometrial, con una máxima incidencia en mujeres de unos 50 años de edad, y representan el 30% de todos los sarcomas uterinos.
- Sarcomas que se desarrollan en el estroma endometrial, con una máxima incidencia en mujeres antes de la menopausia para los tumores de grado bajo y luego de la menopausia para los tumores de grado alto, y representan el 15% de todos los sarcomas uterinos.

## Cáncer de endometrio
El cáncer de endometrio hace referencia a varios tipo de crecimientos malignos que se desarrollan en el endometrio, o recubrimiento del útero. Los cánceres del endometrio son el grupo de cánceres ginecológicos muy comunes en Estados Unidos, con casi 50 000 mujeres diagnosticadas cada año con este tipo de cáncer. El subtipo más común, endometrioid adenocarcinoma, por lo general se manifiesta unas décadas después de la menopausia, y el riesgo de su ocurrencia se encuentra asociado con la obesidad, exposición excesiva a estrógenos internos o externos, uso de tamoxifen, y ciertas condiciones hereditarias. A menudo se desarrolla en un contexto de hiperplasia endometrial, y muy a menudo va acompañado de sangrado vaginal.
La actividad física, la ingesta de anticonceptivos en forma oral, y haber estado embarazada y/o haber dado el pecho son todos factores que contribuyen a disminuir su riesgo. El carcinoma endometrial es la tercera causa más común de muerte por cáncer ginecológico (luego del cáncer de ovario y cáncer cervical). El método terapéutico más común es una histerectomía total abdominal (extracción quirúrgica del útero) con salpingo-ooforectomía bilateral.

## Cáncer cervical o de cuello uterino
El cáncer cervical o de cérvix uterino es el segundo tipo de cáncer más común en mujeres. Es el más frecuente en países en vías de desarrollo diagnosticándose más de 400 000 casos nuevos cada año. La edad media de aparición es a los 45 años. El cáncer de cuello uterino es la segunda causa de muerte por cáncer en las mujeres, y su efecto es mayor en las poblaciones que carecen de programas de cribado para la detección de lesiones precursoras.
La infección persistente con genotipos de "alto riesgo" del virus del papiloma humano (VPH) es necesaria, aunque no suficiente, para causar cáncer cervical. Por lo tanto, la vacunación contra el VPH sirve para prevenir la infección de las cepas administradas para este virus.
El cáncer cervical es prevenible y curable si es detectado en forma temprana. Entre las estrategias utilizadas para reducir el riesgo del cáncer cervical se incluye la prueba de Papanicolaou (Pap) y en algunas mujeres los análisis del virus del papiloma humano, como también la prevención de la infección por VPH mediante la vacuna del VPH. Los investigadores han identificado que ciertos tipos de VPH que son transmitidos mediante contacto sexual son un factor de riesgo de los cánceres cervicales. Los tratamientos disponibles para el cáncer cervical incluyen cirugía, terapia por radiación y quimioterapia.